# 高見健
高見 健（たかみ たけし、1964年9月13日 - ）は、大阪府出身の俳優。エヌ・エー・シー所属。
身長170cm。体重52kg。血液型O型。

## 出演

### 映画
- 喜びの鈴 - 働きさん
- ミスター・ルーキー（2002年）
- 舞妓Haaaan!!!（2007年） - カメラ小僧
- 浪花の弁護士 桜 春彦 事件簿（2008年） - 弁護士
- 半分の月がのぼる空（2010年）
- 茜色の約束 サンバDo金魚（2012年） - 桂先生
- ゲノムハザード ある天才科学者の5日間（2014年）

### テレビドラマ
NHK
- 連続テレビ小説
  - ふたりっ子（1996年） - 事務員
  - ほんまもん（2001年）
  - 風のハルカ（2005年） - 観光客
  - ウェルかめ（2009年） - 高岡
  - カーネーション（2011年） - 客
  - 純と愛（2012年） - 面接官
  - ごちそうさん（2013年） - 駅員
  - マッサン（2014年） - 運転手
  - あさが来た（2015年） - 郵便配達夫
  - まんぷく（2018年） - 大木戸幸作
  - スカーレット（2019年） - 森
  - おちょやん（2021年）- 町人B[1]
  - カムカムエヴリバディ（2022年） - 茶屋の主人[2]
  - 舞いあがれ!（2022年）[3]
- 五つの選択

TBS
- 月曜ドラマスペシャル 死都物語（1997年）
- ひとりじゃないの（2001年）
- 月曜ミステリー劇場 税務調査官・窓際太郎の事件簿10（2003年） - 運転手
- 大奥〜誕生［有功・家光篇］（2012年） - 講師

フジテレビ
- 金曜エンタテイメント 京都食い道楽!古本屋探偵ミステリー2（2004年）
- 悪女の一生〜芝居と結婚した女優 杉村春子の生涯〜（2005年）
- 新・ミナミの帝王（2010年）

テレビ朝日
- オヤジ探偵2（2002年） - 刑事 ※レギュラー[4]
- 夢縁坂骨董店（2005年） - 沢渡
- 土曜ワイド劇場
  - 温泉若おかみの殺人推理16（2006年） - 支配人
  - スペシャリスト4（2015年）
- 宮本武蔵（2014年） - 村人

テレビ大阪
- 米将軍・吉宗に挑んだ男（1998年）

WOWOW
- 煙霞 〜Gold Rush〜（2015年）

### テレビ番組
- ほんパラ!関口堂書店
- 年中夢中!コンビニ宴ス
- その時歴史が動いた（2004年） - 柳田國男
- その時歴史が動いた（2004年） - 松平春嶽
- その時歴史が動いた（2007年） - 石橋湛山
- 水野真紀の魔法のレストランR
- お笑いワイドショー マルコポロリ!
- ハイビジョン特集 - 勧修寺晴豊

### オリジナルビデオ
- 難波金融伝・ミナミの帝王 - 安本

### CM
- 東洋紡 ※デビュー作[5]
- 紀陽銀行
- 日本フルハップ
- ロイヤルホスト
- セブン-イレブン
- 関西テレメッセージ
- ヒューマンキャンパス高等学校
- マルトモ
- 関西電力
- 東京新聞
- 徳島製粉
- NTTドコモ
- 角川書店
- 中央出版
- 大塚化学
- 黄金糖
- 大阪市ゴミ捨てキャンペーン
- ラウンドワン
- 江崎グリコ
- ダスキン
- 阪神電気鉄道
- キリンビール
- KSD
- トヨタ自動車
- ヌレテール
- リクルート
- サムライスピリッツ
- 田中化学研究所
- 日清製粉
- アサヒペン
- えひめ飲料 ポンジュース
- 東芝インフォマーシャル
- 住宅販売
- クリエイト
- ヤンマー
- 毎日牛乳
- ピザ・ファーマーズ
- USJハリウッドクリスマス
- セガ プロ野球チームをつくろう!
- 淡路ファームパーク イングランドの丘
- 東建設
- 東不動産
- ヒガシマル まるごとカツオ
- サイバードホールディングス
- エスエスケイ
- 銀のさら
- カラオケインフォマーシャル
- サンガリア・ウコン
- 海遊館
- 日本電気硝子

### VP
- 田辺三菱製薬
- ダイドードリンコ
- 茨木グローリー
- ヤンマー

### スチール
- お歳暮カタログ
- NTT
- 松下電工カタログ

### Web
- au携帯サイト - 講師